# Intel·lectual
Un intel·lectual és la persona que es dedica a la crítica pública, a l'exercici del pensament i l'anàlisi del seu entorn amb la raó. Històricament s'ha assimilat a vegades a filòsof o persona dedicada a les humanitats, tot i que el terme té un component polític absent en els altres dos, especialment a partir del Cas Dreyfus. L'intel·lectual s'expressa amb escrits, sigui en forma d'assaig o article a la premsa, conferències i similars i denota més comprensió que la mitjana sobre els esdeveniments, fruit de la seva cultura. Pot estar lligat al món universitari. Se li atribueix certa autoritat.
Joan Fuster defèn que l'intel·lectual deu ser lliure per a ser-lo. Així que no ha de ser un defensor incondicional d'un bàndol i alhora que un neutralisme suposen una impostura.
Durant l'edat mitjana, els escriptors es caracteritzaven per ser servidors d'una ideologia, cosa que contrasta amb la independència de l'intel·lectual.
Erasme de Rotterdam és considerat una persona amb característiques similars a l'intel·lectual modern. L'intel·lectual modern naix de la societat burgesa del Renaixement però no és conformista, malgrat el que diuen els marxistes. El segle xix els intel·lectuals gaudien de més llibertat que en els segles anteriors: la primera coacció eren les institucions religioses com l'Església Catòlica i més tard dels límits legals.